# 國家安全與和平委員會
国家安全与和平委员会是由缅甸国防和安全委员会于2025年7月31日根据命令第4/2025号成立的政府机构委员会。原国家管理委员会的职权转移到国家安全与和平委员会。

## 成员
自2025年7月31日：
- 主席（代总统）
  - 敏昂萊大將
- 副主席
  - 梭溫副大將
- 秘書長
  - 昂林兑（英语：Aung Lin Dwe）上将
- 联合秘書長
  - 耶温烏（英语：Ye Win Oo）上将
- 委員
  - 吴纽梭（总理、国家计划部长）
  - 貌貌埃（英语：Maung Maung Aye）上将（国防部长）
  - 吞吞瑙（英语：Tun Tun Naung）上将（内政部长）
  - 雅比（英语：Yar Pyae）中将（边境事务部长）
  - 丹穗（外交部长）
  - 觉萨林（英语：Kyaw Swar Lin）上将（三军统帅）